# Frank Wormuth
Frank Wormuth (Nyugat-Berlin, 1960. szeptember 13. –) német labdarúgó, a Groningen edzője.